# Stateless Linux
Stateless Linux – tymczasowa nazwa zaproponowanej przez Havoca Penningtona linii rozwoju Linuksa, mającej na celu stworzenie bezdyskowej sieciowej stacji roboczej. Technologia ta jest wdrażana w ramach dystrybucji Fedora Core.